# The Good, the Bad and the Chubby
The Good, the Bad and the Chubby è un album studio di Popa Chubby.

## Tracce
- Somebody Let The Devil Out
- If The Diesel Don't Get You Then The Jet Fuel Will
- I Can't See The Light Of Day
- I'll Be There For You
- Stress Will Kill You Every Time
- No Trouble No More
- Bad Connection
- Strange way Of Saying I Love You
- My Last Cigarette
- Already Stoned
- Dirty Lie (versione in studio)
- Passion (strumentale)
- Play It From The Heart (traccia bonus)